# Kunstrijden op de Olympische Winterspelen 1968

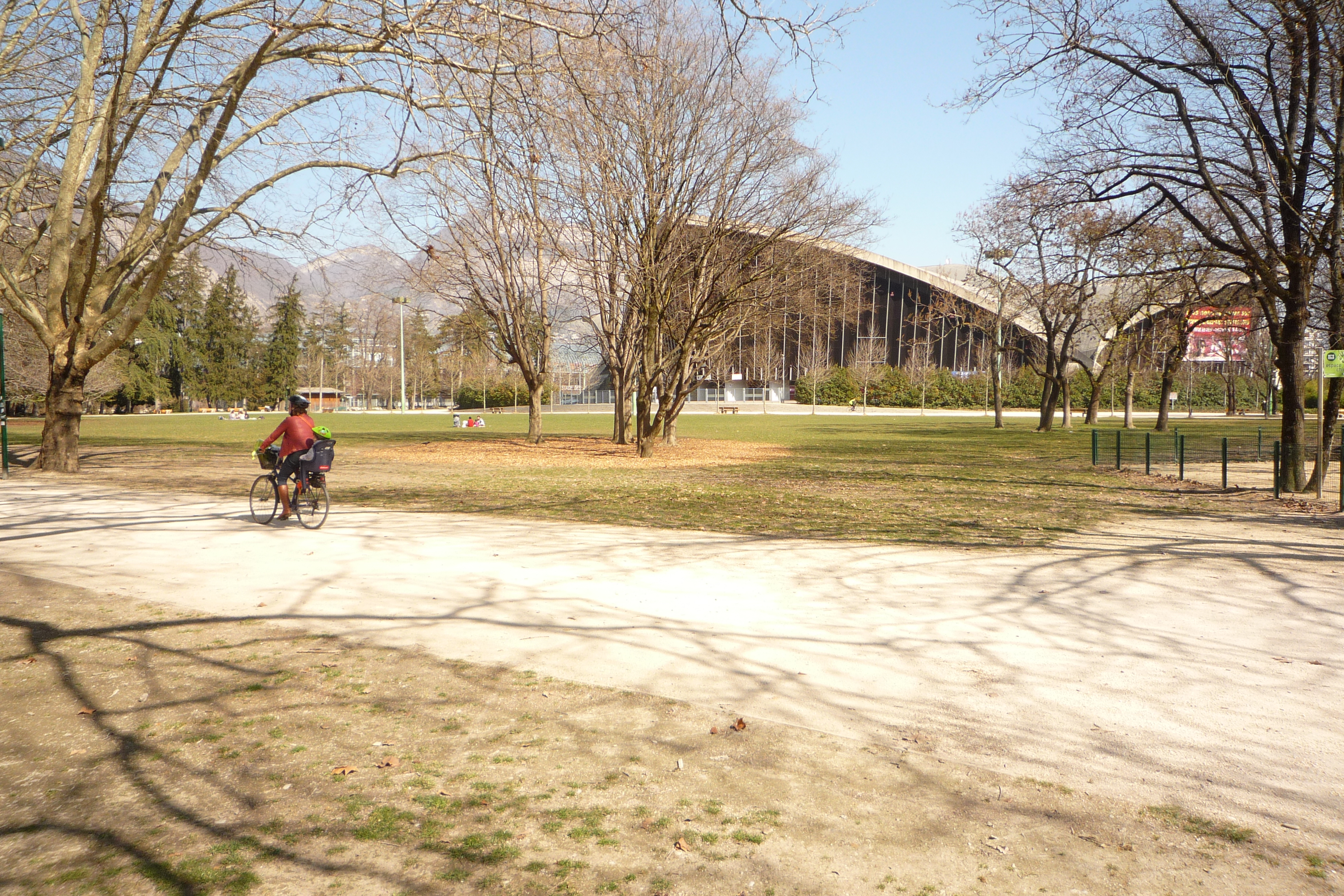
Palais de Glace

Het kunstrijden is een van de sporten die beoefend werden tijdens de Olympische Winterspelen 1968 in Grenoble. Het was de twaalfde keer dat het kunstrijden op het olympische programma stond. In 1908 en 1920 stond het op het programma van de Olympische Zomerspelen. De wedstrijden vonden plaats van 7 tot en met 16 februari op het kunstijs in het Palais de Glace.
In totaal namen 96 deelnemers (46 mannen en 50 vrouwen) uit zeventien landen deel aan deze editie.
Het paar Ljoedmila Beljoesova / Oleg Protopopov waren de enige deelnemers die voor de derde keer deelnamen. Zij prolongeerden tevens hun Olympischetitel van 1964. Zes mannen, zeven vrouwen, twee paren en paarrijder Heinz-Ulrich Walther (in 1964 met Brigitte Wokoeck, dit jaar met Heidemarie Steiner) namen voor de tweede keer deel.
IJsdansen, toen 'ritmisch schaatsen' genoemd, was een demonstratieonderdeel en werd gewonnen door het Britse paar Diane Towler en Bernard Ford.

## Uitslagen
| Eindrangschikking |
| --- |
| Elk van de negen juryleden rangschikte de deelnemer van plaats 1 tot en met de laatste plaats. Deze plaatsing geschiedde op basis van het toegekende puntentotaal door het jurylid gegeven. (Deze puntenverdeling was weer gebaseerd op 50% van de verplichte kür, 50% van de vrije kür). De uiteindelijke rangschikking geschiedde bij een meerderheidsplaatsing (r/m). Wanneer een deelnemer als enige bij meerderheid als eerste was gerangschikt, kreeg hij de eerste plaats toebedeeld. Vervolgens werd voor elke volgende positie deze procedure herhaald, waarbij het aantal plaatsingen voor die positie werd bepaald door het aantal keren dat diezelfde positie of hogere positie werd behaald (dus, voor plaats 2 telden alle top 2 plaatsen, voor plaats 3 alle top 3 plaatsen, enz.). Wanneer geen meerderheidsplaatsing kon worden bepaald dan werd de procedure voor de volgende positie ingezet. Wanneer meerdere deelnemers een gelijk aantal meerderheidsplaatsingen hadden dan waren de beslissende factoren: 1) de laagste som van de meerderheidsplaatsingen (pc/rm), 2) laagste som van plaatsingcijfers van alle juryleden (pc/9), 3) totaal behaalde punten, 4) punten behaald in de verplichte kür. |

### Mannen
Op 13 en 14 (verplichte kür) en 16 februari (vrije kür) streden 28 mannen uit veertien landen om de medailles.
r/m = rangschikking bij meerderheid, pc/rm = som van de meerderheidsplaatsingen, pc/9 = som plaatsingcijfers van alle negen juryleden (vet = beslissingsfactor)
| rang   | sporter(s)            | land | r/m                               | pc/rm | pc/9 | punten |
| ------ | --------------------- | ---- | --------------------------------- | ----- | ---- | ------ |
| Goud   | Wolfgang Schwarz      | AUT  | 5x1 (1-1-1-2-1-1-2-2-2)           | 5     | 13   | 1904,1 |
| Zilver | Tim Wood              | USA  | 6x2 (3-2-2-1-3-3-1-1-1)           | 8     | 17   | 1891,6 |
| Brons  | Patrick Péra          | FRA  | 5x3 (4-3-3-3-4-4-3-4-3)           | 15    | 31   | 1864,5 |
| 4      | Emmerich Danzer       | AUT  | 9x4 (2-4-4-4-2-2-4-3-4)           | 29    | 29   | 1873,0 |
| 5      | Gary Visconti         | USA  | 5x5 (7-6-8-5-5-5-5-5-6)           | 25    | 52   | 1810,2 |
| 6      | John Misha Petkevich  | USA  | 6x6 (8-5-5-6-8-6-7-6-5)           | 33    | 56   | 1806,2 |
| 7      | Jay Humphry           | CAN  | 7x7 (5-7-7-9-7-8-6-7-7)           | 46    | 63   | 1795.0 |
| 8      | Ondrej Nepela         | TCH  | 6x8 (6-9-6-7-6-11-9-8-8)          | 41    | 70   | 1772,8 |
| 9      | Sergej Tsjetveroechin | URS  | 5x10 (10-13-9-8-11-13-8-11-10)    | 45    | 93   | 1737,0 |
| 10     | Marian Filc           | TCH  | 6x11 (12-11-10-11-12-12-10-10-9)  | 61    | 97   | 1734,2 |
| 11     | Günter Zöller         | GDR  | 5x11 (9-10-11-13-10-9-13-13-12)   | 49    | 100  | 1727,9 |
| 12     | Peter Krick           | FRG  | 7x12 (11-12-12-14-9-14-12-9-11)   | 76    | 104  | 1723,2 |
| 13     | Philippe Pelissier    | FRA  | 5x13 (13-8-13-10-13-15-14-14-14)  | 57    | 114  | 1706,0 |
| 14     | Giordano Abbondati    | ITA  | 8x14 (14-14-14-15-14-10-11-12-13) | 102   | 117  | 1690,9 |
| 15     | Michael Williams      | GBR  | 6x16 (15-19-17-16-16-16-15-15-18) | 93    | 147  | 1650,9 |
| 16     | David McGillivray     | CAN  | 5x16 (17-16-15-12-19-7-16-20-17)  | 66    | 139  | 1663,7 |
| 17     | Haig Oundjian         | GBR  | 5x17 (16-17-20-18-15-17-18-18-15) | 80    | 154  | 1639,5 |
| 18     | Sergej Volkov         | URS  | 7x18 (18-15-16-23-17-18-19-16-16) | 116   | 158  | 1632,0 |
| 19     | Jenő Ébert            | HUN  | 6x20 (20-21-21-20-20-20-20-17-21) | 117   | 180  | 1595,4 |
| 20     | Jacques Mrozek        | FRA  | 8x21 (21-18-18-21-21-22-17-21-20) | 157   | 179  | 1601,0 |
| 21     | Tsuguhiko Kozuka      | JPN  | 5x21 (23-23-23-17-23-21-21-19-19) | 97    | 189  | 1584,0 |
| 22     | Steve Hutchinson      | CAN  | 7x22 (19-22-19-22-22-19-24-22-24) | 145   | 193  | 1578,3 |
| 23     | Günter Anderl         | AUT  | 7x22 (22-20-22-19-18-24-22-24-22) | 145   | 193  | 1574,7 |
| 24     | Jürgen Eberwein       | FRG  | 5x24 (24-25-24-24-24-25-23-25-25) | 119   | 219  | 1530,3 |
| 25     | Yutaka Higuchi        | JPN  | 9x25 (25-24-25-25-25-23-25-23-23) | 218   | 218  | 1529,6 |
| 26     | Jan Hoffmann          | GDR  | 6x26 (26-28-26-26-26-26-26-27-27) | 156   | 238  | 1437,8 |
| 27     | Thomas Callerud       | SWE  | 8x27 (27-26-27-27-27-28-27-26-26) | 213   | 241  | 1399,3 |
| 28     | Lee Kwang-young       | KOR  | - (28-27-28-28-28-27-28-28-28)    | 250   | 250  | 1360,3 |

### Vrouwen
Op 7 en 8 (verplichte kür) en 10 februari (vrije kür) streden 32 vrouwen uit vijftien landen om de medailles.
r/m = rangschikking bij meerderheid, pc/rm = som van de meerderheidsplaatsingen, pc/9 = som plaatsingcijfers van alle negen juryleden (vet = beslissingsfactor)
| rang   | sporter(s)            | land | r/m                                 | pc/rm | pc/9  | punten |
| ------ | --------------------- | ---- | ----------------------------------- | ----- | ----- | ------ |
| Goud   | Peggy Fleming         | USA  | 9x1 (1-1-1-1-1-1-1-1-1)             | 9     | 9     | 1970,5 |
| Zilver | Gabriele Seyfert      | GDR  | 9x2 (2-2-2-2-2-2-2-2-2)             | 18    | 18    | 1882,3 |
| Brons  | Hana Mašková          | TCH  | 5x3 (4-3-3-3-4-3-4-4-3)             | 15    | 31    | 1828,8 |
| 4      | Albertina Noyes       | USA  | 7x5 (3-6-6-5-3-4-5-3-5)             | 28    | 40    | 1797,3 |
| 5      | Beatrix Schuba        | AUT  | 5x5 (5-4-4-4-6-6-10-8-4)            | 21    | 51    | 1773,2 |
| 6      | Zsuzsa Almássy        | HUN  | 6x6 (8-5-5-6-5-5-6-10-7)            | 32    | 57    | 1757,0 |
| 7      | Karen Magnussen       | CAN  | 6x7 (7-8-7-7-7-8-8-5-6)             | 39    | 63    | 1759,4 |
| 8      | Kumiko Okawa          | JPN  | 9x8 (6-7-8-8-8-7-3-6-8)             | 61    | 61    | 1763,6 |
| 9      | Janet Lynn            | USA  | 7x10 (10-10-12-10-10-10-9-7-12)     | 66    | 90    | 1698,7 |
| 10     | Monika Feldmann       | FRG  | 6x11 (15-11-9-9-12-9-14-9-11)       | 58    | 99    | 1687,1 |
| 11     | Sally-Anne Stapleford | GBR  | 5x11 (13-9-11-13-9-12-11-17-10)     | 50    | 105   | 1680,9 |
| 12     | Jelena Sjtsjeglova    | URS  | 5x12 (11-12-10-14-13-11-15-15-9)    | 53    | 110   | 1670,4 |
| 13     | Linda Carbonetto      | CAN  | 7x13 (9-13-13-11-14-14-13-11-13)    | 83    | 111   | 1662,9 |
| 14     | Kazumi Yamashita      | JPN  | 5x15 (12-14-16-19-15-13-12-20-18)   | 66    | 139   | 1639,0 |
| 15     | Patricia Dodd         | GBR  | 5x16 (21-19-19-16-11-15-7-18-14)    | 63    | 140   | 1634,6 |
| 16     | Galina Grzjibovskaja  | URS  | 5x16 (16-17-14-15-17-16-17-13-19)   | 74    | 144   | 1628,5 |
| 17     | Petra Ruhrmann        | FRG  | 5x17 (22-20-17-17-16-23-18-12-16)   | 78    | 161   | 1611,2 |
| 18     | Elisabeth Mikula      | AUT  | 5x18 (14-18-15-21-22-18-22-19-15)   | 80    | 164   | 1612,5 |
| 19     | Eileen Zillmer        | FRG  | 7x20 (20-15-20-12-18-20-16-24-26)   | 121   | 171   | 1609,3 |
| 20     | Micheline Joubert     | FRA  | 5x20 (19-22-18-20-21-17-24-16-25)   | 90    | 182   | 1594,8 |
| 21     | Marie Víchová         | TCH  | 6x21 (23-16-21-18-19-21-25-27-17)   | 112   | 187   | 1580,4 |
| 22     | Charlotte Walter      | SUI  | 6x23 (18-23-24-22-25-26-20-22-22,5) | 127,5 | 205,5 | 1571,5 |
| 23     | Liesl Nestler         | AUT  | 5x23 (17-24-26-23-27-22-28-21-20)   | 103   | 208   | 1562,6 |
| 24     | Frances Waghorn       | GBR  | 5x24 (26-27-22-28-20-27-23-14-24)   | 103   | 211   | 1557,2 |
| 25     | Rita Trapanese        | ITA  | 6x25 (25-25-27-25-26-19-19-28-22,5) | 135,5 | 216,5 | 1549,2 |
| 26     | Haruko Ishida         | JPN  | 8x26 (27-26-25-24-24-24-21-26-21)   | 191   | 218   | 1552,7 |
| 27     | Sylvaine Duban        | FRA  | 9x27 (24-21-23-26-23-25-27-23-27)   | 219   | 219   | 1551,4 |
| 28     | Sonja Morgenstern     | GDR  | 7x28 (28-28-28-27-28-28-26-29-29)   | 193   | 251   | 1475,9 |
| 29     | Beatrice Huştiu       | ROU  | 8x29 (29-29-29-29-29-30-29-25-28)   | 227   | 257   | 1457,2 |
| 30     | Lee Hyun-joo          | KOR  | 7x30 (30-31-30-30-30-29-31-30-30)   | 209   | 271   | 1359,9 |
| 31     | Kim Hae-kyung         | KOR  | - (31-30-31-31-31-31-30-31-31)      | 277   | 277   | 1336,2 |
| -      | Lyndsai Cowan         | CAN  | opgave                              |       |       |        |

### Paren
Op 11 (korte kür) en 14 februari (vrije kür) streden achttien paren uit negen landen om de medailles.
r/m = rangschikking bij meerderheid, pc/rm = som van de meerderheidsplaatsingen, pc/9 = som plaatsingcijfers van alle negen juryleden (vet = beslissingsfactor)
| rang   | sporter(s)                                | land | r/m                               | pc/rm | pc/9 | punten |
| ------ | ----------------------------------------- | ---- | --------------------------------- | ----- | ---- | ------ |
| Goud   | Ljoedmila Beljoesova / Oleg Protopopov    | URS  | 8x1 (1-1-2-1-1-1-1-1-1)           | 8     | 10   | 315,2  |
| Zilver | Tatjana Zjoek / Aleksandr Gorelik         | URS  | 9x2 (2-2-1-2-2-2-2-2-2)           | 17    | 17   | 312,3  |
| Brons  | Margot Glockshuber / Wolfgang Danne       | FRG  | 7x3 (3-3-3-3-3-3-3-4-5)           | 21    | 30   | 304,4  |
| 4      | Heidemarie Steiner / Heinz-Ulrich Walther | GDR  | 7x4 (4-5-4-4-4-5-4-3-4)           | 27    | 37   | 303,1  |
| 5      | Tamara Moskvina / Aleksej Misjin          | URS  | 7x5 (5-6-5-5-5-4-5-6-3)           | 32    | 44   | 300,3  |
| 6      | Cynthia Kauffman / Ronald Kauffman        | USA  | 5x6 (8-4-7-6-9-7-6-5-6)           | 27    | 58   | 297,0  |
| 7      | Sandi Sweitzer / Roy Wagelein             | USA  | 6x7 (7-7-6-7-8-8-7-7-7,5)         | 41    | 64,5 | 294,5  |
| 8      | Gudrun Hauss / Walter Häfner              | FRG  | 8x8 (6-8-8-8-6-6-8-8-9)           | 58    | 67   | 293,6  |
| 9      | Irene Müller / Hans-Georg Dallmer         | GDR  | 5x9 (9,5-10-9-11-7-9-10-9-7,5)    | 41,5  | 82   | 289,4  |
| 10     | Bohunka Šrámková / Jan Šrámek             | TCH  | 6x10 (9,5-9-10-9-10-11-11-12-10)  | 57,5  | 91,5 | 285,8  |
| 11     | Marianne Streifler / Herbert Wiesinger    | FRG  | 6x11 (13-11-11-10-11-10-12-10-12) | 63    | 100  | 282,7  |
| 12     | Liana Drahová / Peter Bartosiewicz        | TCH  | 7x13 (11-12-13-14-13-12-15-13-13) | 87    | 116  | 276,8  |
| 13     | Alicia Starbuck / Kenneth Shelley         | USA  | 5x13 (14-13-12-13-14-13-16-11-15) | 62    | 121  | 276,0  |
| 14     | Janina Poremska / Piotr Sczypa            | POL  | 5x14 (16-16-14-12-12-15-9-15-11)  | 58    | 120  | 274,1  |
| 15     | Evelyne Schneider / Wilhelm Bietak        | AUT  | 8x15 (12-15-15-17-15-14-13-14-14) | 112   | 129  | 272,2  |
| 16     | Anna Forder / Richard Stephens            | CAN  | 9x16 (15-14-16-15-16-16-14-16-16) | 138   | 138  | 269,2  |
| 17     | Betty McKilligan / John McKilligan        | CAN  | 7x17 (17-17-17-16-18-17-18-17-17) | 118   | 154  | 254,8  |
| 18     | Linda Bernard / Raymond Wilson            | GBR  | - (18-18-18-18-17-18-17-18-18)    | 160   | 160  | 251,2  |

## Medaillespiegel
| rang | land                     | Goud | Zilver | Brons | totaal |
| ---- | ------------------------ | ---- | ------ | ----- | ------ |
| 1    | Sovjet-Unie              | 1    | 1      | 0     | 2      |
| 1    | Verenigde Staten         | 1    | 1      | 0     | 2      |
| 3    | Oostenrijk               | 1    | 0      | 0     | 1      |
| 4    | DDR                      | 0    | 1      | 0     | 1      |
| 5    | Frankrijk                | 0    | 0      | 1     | 1      |
| 5    | Tsjecho-Slowakije        | 0    | 0      | 1     | 1      |
| 5    | Bondsrepubliek Duitsland | 0    | 0      | 1     | 1      |
|      |                          | 3    | 3      | 3     | 9      |

Londen 1908 · 
Antwerpen 1920 · 
Chamonix 1924 · 
St. Moritz 1928 · 
Lake Placid 1932 · 
Garmisch-Partenkirchen 1936 · 
St. Moritz 1948 · 
Oslo 1952 · 
Cortina d'Ampezzo 1956 · 
Squaw Valley 1960 · 
Innsbruck 1964 · 
Grenoble 1968 · 
Sapporo 1972 · 
Innsbruck 1976 · 
Lake Placid 1980 · 
Sarajevo 1984 · 
Calgary 1988 · 
Albertville 1992 · 
Lillehammer 1994 · 
Nagano 1998 · 
Salt Lake City 2002 · 
Turijn 2006 · 
Vancouver 2010 · 
Sotsji 2014 · 
Pyeongchang 2018 · 
Peking 2022
Olympische medaillewinnaars
Alpineskiën · Biatlon · Bobsleeën · Kunstrijden · Langlaufen · Noordse combinatie · Rodelen · Schaatsen · Schansspringen · IJshockey